# مجلس بودجه کویت
مجلس بودجه کویت (به عربی: بيت التمويل الكويتي) شرکت خدمات مالی و بانکداری کویتی است، که در زمینه ارائه خدمات بانکداری خرد، بانکداری شرکتی، بانکداری سرمایه‌گذاری، بانکداری اختصاصی، مدیریت سرمایه‌گذاری و مدیریت دارایی فعالیت می‌کند. 
مجلس بودجه کویت در سال ۱۹۷۷ راه‌اندازی شد و در حال حاضر دارای ۵۴ شعبه در کشورهای امارات متحده عربی، مالزی، عربستان سعودی، بحرین، ترکیه، جزایر کیمن، اکوادور و بریتانیا می‌باشد.
شعبه مرکزی این بانک در شهر کویت سیتی، کویت قرار دارد و بخشی از سهام آن در بازارهای بورس بحرین، بورس دوبی، بورس ابوظبی و بورس کویت معامله می‌شود. سازمان سرمایه‌گذاری کویت با در اختیار داشتن ۲۴ درصد از سهام این بانک، بزرگترین سهام‌دار آن به‌شمار می‌آید.